# SV Waalstad
SV Waalstad is een amateurvoetbalvereniging uit Nijmegen, Gelderland, Nederland.

## Algemeen
De vereniging ontstond op 1 juli 2000 als DVE-Trajanus als gevolg van de fusie tussen DVE '35 en Trajanus. In 2013 splitste het eerste zaterdagteam zich af tot VV Keizerstad. Vanaf 2018 gingen beide clubs weer als DVE-Trajanus spelen. Vanaf het seizoen 2020/21 gaat de club verder als SV Waalstad met kleuren en uitingen die sterk lijken op die van Keizerstad. Thuisbasis is het “Sportpark Staddijk-Zuid” in de wijk Staddijk.

## Standaardelftallen

### Zaterdag
Het standaardelftal in de zaterdagafdeling speelt in het seizoen 2020/21 in de Derde klasse van het KNVB-district Oost.

#### Erelijst
kampioen Vierde klasse: 2012, 2019

#### Competitieresultaten 2012–2020
N.B. tot en met 2020 als DVE-Trajanus
| 1 4A |

| 7 3A |

|  |

|  |

|  |

| 1 4A |

| -- 3A |

| - 3A |

| Derde klasse | Vierde klasse |

### Zondag
Het standaardelftal in de zondagafdeling speelde laatstelijk in het seizoen 2018/19 in de Vijfde klasse van het KNVB-district Oost. Het werd in februari 2019 voortijdig door de club uit competitie genomen.

#### Erelijst
kampioen Vijfde klasse: 2014
kampioen Zesde klasse: 2004

#### Competitieresultaten 2001–2019
| 4 6H |

|  |

| 4 6H |

| 1 6H |

| 6 5F |

| 6 5F |

| 8 5E |

| 11 5F |

| 3 6E |

| 12 5F |

| 8 6D |

|  |

|  |

| 2 5G |

| 7 4E |

| 9 4E |

| 12 4E |

| 13 5E |

| xx 5E |

2014: de beslissingswedstrijd op 18 mei om het klassekampioenschap in 5G werd bij SV Spero met 4-3 gewonnen van SV de Paasberg.
| Vierde klasse | Vijfde klasse | Zesde klasse |

## DVE '35
DVE '35 ontstond op 26 juni 1945 als fusie tussen NASC (Nijmeegse Arbeiders Sport Club, opgericht op 1 juni 1928 en de eerste twee maanden SC NAC genaamd) en GWB (Groen Wit Boys, 1 juni 1935) die samen verdergingen als NASCGW (Nijmeegse Arbeiders Sport Club Groen Wit). In 1950 werd de naam veranderd in DVE '35 (Door Vriendschap Een). Deze club kwam uit in de zondagafdeling van het amateurvoetbal.

### Competitieresultaten 1997–2000
| 6 6H |

| 4 6H |

| 5 6H |

| 12 5E |

| Vijfde klasse | Zesde klasse |

## Trajanus
De voetbalvereniging Trajanus werd opgericht op 26 mei 1964, en heette tussen 1986 en 1995 PTT Trajanus. Deze club kwam zowel uit in de zaterdag- als zondagafdeling van het amateurvoetbal.

### Competitieresultaten zaterdag 1979–191
| 5 4A |

| 6 4A |

| 5 4A |

| 2 4A |

| 1 4A |

| 7 3A |

| 6 3A |

| 3 3A |

|  |

|  |

|  |

| 12 4A |

| Derde klasse | Vierde klasse |

### Competitieresultaten zondag 1987–2000
| 11 3D |

| 8 3D |

| 12 3D |

| 7 4E |

| 8 4E |

| 11 4E |

| 10 4E |

| 11 4E |

|  |

|  |

| 7 5E |

| 8 5E |

|  |

| 11 6H |

| Derde klasse | Vierde klasse | Vijfde klasse | Zesde klasse |

In elke staaf van de grafiek staat van boven naar beneden vermeld: 
- Eindnotering

Dit is de positie die de club heeft bereikt in de competitie, zonder eventuele beslissings-, play-off- of nacompetitiewedstrijden die nodig zijn geweest om bijvoorbeeld de kampioen van de competitie te bepalen.
Indien een * achter het getal staat is de notering een tussenstand en kan het zijn dat de notering niet overeenkomt met de uiteindelijke eindstand van de competitie.
Staat er een - dan is het seizoen nog bezig en is er geen definitieve uitslag bekend.
Staat er xx op de positie van de notering, dan heeft de club vroegtijdig de competitie verlaten. Dit kan onder andere komen door terugtrekking van het team, faillissement van de club of door een uitgedeelde straf van de KNVB. In veel gevallen staat elders in het artikel de reden vermeld.
Staat er een ? dan is het resultaat uit het verleden onbekend, en is alleen de competitie of het niveau bekend van dat seizoen.
In de seizoenen 2019/20 en 2020/21 werd wegens de coronacrisis het amateurvoetbal afgebroken. Daardoor kennen deze staven geen eindklassering (middels -- weergegeven).
- Competitieniveau en afdelingsletter of Officiële eindstand Eredivisie
  - Competitieniveau en afdelingsletter

Hierbij geeft het getal het niveau weer, dat ook terug te vinden is in de legenda. De letter is de afdelingsaanduiding en wordt gebruikt wanneer er meer afdelingen zijn op hetzelfde niveau. De afdelingsletter is altijd een hoofdletter en wordt meestal zonder nummer gebruikt.
Voorbeeld: 2F is niveau 2e klasse competitie F.
Het competitieniveau en nummer wordt niet vermeld wanneer er slechts één competitie van dit niveau was.
  - Officiële eindstand Eredivisie (getal staat tussen haakjes vermeld)

Sinds de introductie van play-offwedstrijden voor Europees voetbal na afloop van de reguliere competitie in 2005/06, is de KNVB verplicht een eindstand van de Eredivisie door te geven aan de UEFA aan de hand van deze play-offwedstrijden.
Bij deze eindstand staan clubs die zich hebben gekwalificeerd voor Europees voetbal hoger dan clubs die zich niet wisten te kwalificeren. Indien er geen verschil was tussen de eindnotering en de officiële eindstand, staat dit getal niet vermeld.

- Onderafdeling

Hier staat afgekort de naam van de onderafdeling indien de club in dat jaar in een onderafdeling uitkwam. Tevens staat deze afkorting in de legenda en wordt gelinkt naar het artikel over deze onderafdeling. Deze afkorting wordt alleen vermeld wanneer de club in het verleden in verschillende onderafdelingen heeft gespeeld. Deze vermelding is in de staaf altijd in kleine letters. Deze onderafdelingen zijn na het seizoen 1995/96 afgeschaft. Heeft de club in slechts één onderafdeling gespeeld, dan is dit alleen terug te vinden in de legenda.
Onder de staaf staat het jaartal vermeld waarin het seizoen is afgesloten. 15 verwijst naar het seizoen 2014/15 of eventueel het seizoen 1914/15.
Wanneer een staaf leeg is, zijn deze gegevens niet bekend. Het kan ook zijn dat de club dat seizoen niet heeft meegespeeld op het hogere amateurniveau, vroegtijdig de competitie heeft verlaten of uit de competitie is gezet.

In het seizoen 1944/45 was er wegens de Tweede Wereldoorlog geen regulier competitievoetbal.

## Bekende (oud-)trainers
- Wout van Blijderveen

Blauw Wit · Brakkenstein · DVOL · Jonker Boys · Kolping-Dynamo · Krayenhoff · NSVV FC Kunde · N.E.C. · Sportclub N.E.C. · SV Nijmegen · Oranje Blauw · SV Orion · VV OSC · Quick 1888 · SCE · vv Trekvogels · Uni vv · Union · SV Waalstad